# Sophie von Adelung

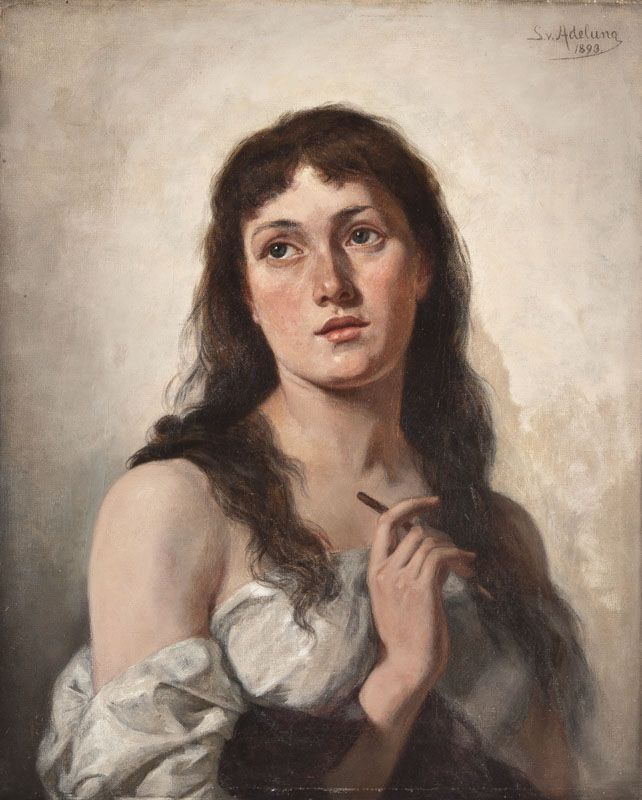
Sophie von Adelung: Selbstporträt (1893)

Sophie von Adelung (* 11. März 1850 in Stuttgart; † 15. Juni 1927 ebenda) war eine deutsche Schriftstellerin und Malerin russischer Herkunft. Sie veröffentlichte auch unter dem Pseudonym S. Aden.

## Leben
Sophie Nikolaus gehörte der dritten Generation der von ihrem Großvater Friedrich von Adelung (1768–1843) gestifteten russischen Adelsfamilie Adelung an. Ihre Eltern waren der württembergische Geheimrat und Sekretär von Olga von Württemberg Nikolaus von Adelung (1809–1878) und Alexandrine von Schubert (1824–1901). Sie war die Schwester der Schriftstellerin Olga von Adelung (1864–1952), des Entomologen Nikolaus von Adelung und des Erbauers von Elisenhofs in Backnang Alexander von Adelung (1860–1915), sowie die Cousine des Meteorologen Wladimir Köppen und der Schriftstellerin und Mathematikerin Sofja Kowalewskaja, zu der sie in den Halbmonatsheften der Deutschen Rundschau 1896 ihre Jugenderinnerungen an Sophie Kowalewsky veröffentlichte. An König Wilhelm II. verfasste sie im August 1914 ein Telegramm betreffs der „Befreiung von täglicher Meldepflicht wegen russischer Staatsangehörigkeit“, sodass davon auszugehen ist, dass sie neben der deutschen auch die russische Staatsbürgerschaft besaß.
Sophie von Adelung verfasste hauptsächlich Jugendschriften, die sie teilweise auch selbst illustrierte. Darin setzte sie sich zum Teil mit Russland auseinander; sie veröffentlichte auch Erzählungen, die sie aus dem Russischen übersetzt hatte. Sophie von Adelung schrieb zudem regelmäßig für Zeitschriften wie Die Frau, Fürs Haus oder Die Wahrheit und veröffentlichte auch in Thekla von Gumperts Töchter-Album.

## Werke

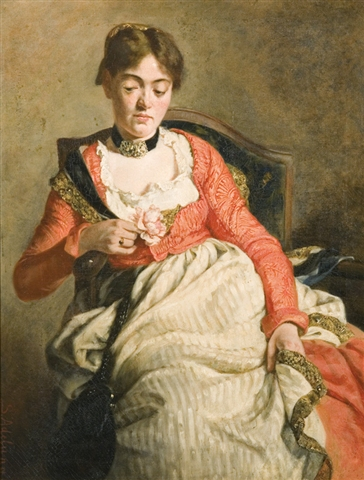
Sophie von Adelung: Bildnis eines Mädchens mit Rose (undatiert)

### Romane und Theaterstücke
- Zwei Mädchenbilder in Pastell. Erzählungen für junge Mädchen. Dieckmann, Dresden 1888.
- Russlana. Erzählung für junge Mädchen. Meidinger, Berlin 1888.
- Kleeblatt. Drei Erzählungen für junge Mädchen. Dieckmann, Dresden 1889.
- Jugenderinnerungen an Sophie Kowalewsky. In: Deutsche Rundschau. Band 89 (1896) Seite 394–425 (Digitalisat)
- Jugendbühne. Ernste und heitere Theaterstücke für die Jugend herausgegeben von Sophie von Adelung. (5 Bände) Maier, Ravensburg 1896–1905.
  - Band 1: Heinrich von Eichenfels, Die Schneckenvroni, Der Grösste
  - Band 2: Der Lumpensammler, Die Maikönigin
  - Band 3: Rosa von Tannenburg. Das Blumenkörbchen. Das Johanniskäferchen. (58)
  - Band 4:  Der kleine Schornsteinfeger. Maier, Ravensburg 1897.
  - Band 5: Der verzauberte Königssohn (nach einem Märchen von M. Chovanetz; 1897)
- Das graue Fräulein auf Scharfenstein. Lustspiel in 5 Aufzügen. Maier, Ravensburg 1897.
- Sonntagsfriede am Werktag. Evangelischer Verlag, Heidelberg 1920.
- Chopin als Lehrer. (1923)[5]
- Täubchen. Steinkopf, Stuttgart 1924.
- ’s Hamamelis-Mäxle. Hügel, Leipzig 1925.
- Der grössere Held und Das Professorle. Steinkopf, Stuttgart 1922.

### Buchillustrationen
- Bilder ohne Worte (als S. Aden, 1879)
- Piepser, der Kanarienvogel, Schnurr das Kätzchen und Klein Mariechen (als S. Aden, 1879)
- Lustig und Traurig (1882)
- Cora's Bilderbuch (1883)
- Maikäfer auf Reisen. Peter und der Pavian (mit Olga von Adelung, 1883)

### Gemälde
- Junge Frau vor der Schmuckschatulle (Öl auf Leinwand/Karton)
- Bildnis eines jungen Mädchens (Öl auf Leinwand, 1893)
- Bildnis eines Mädchens mit Rose (Öl auf Leinwand/Karton)
- Bildnis einer Jungen Frau mit Trachtenhaube (Öl auf Leinwand)

## Ehrung
In Stuttgart-Stammheim ist im Neubaugebiet Langenäcker-Wiesert eine Straße nach Sophie von Adelung benannt.